# Alexeï Loktev
Vous pouvez aider à l'améliorer ou bien discuter des problèmes sur sa page de discussion.
- Il ne cite pas suffisamment ses sources. Vous pouvez indiquer les passages à sourcer avec {{référence nécessaire}} ou {{Référence souhaitée}}, et inclure les références utiles en les liant aux notes de bas de page. (Marqué depuis avril 2024)
- Certaines informations devraient être mieux reliées aux sources mentionnées dans la bibliographie ou les liens externes. Améliorez sa vérifiabilité en les associant par des références. (Marqué depuis avril 2024)

- Archive Wikiwix
- Bing
- Cairn
- DuckDuckGo
- E. Universalis
- Gallica
- Google
- G. Books
- G. News
- G. Scholar
- Persée
- Qwant
- (zh) Baidu
- (ru) Yandex
- (wd) trouver des œuvres sur Wikidata

Alexeï Vassilievitch Loktev  (en russe : Алексей Васильевич Локтев), né le 30 décembre 1939 et mort le 17 septembre 2006, est un acteur russe et soviétique.
Artiste émérite de la RSFSR (12 avril, 1972).

## Biographie
Diplômé de l'Institut d'État de l'art théâtral nommé d'après Lounatcharski en 1962, Alexeï Loktev devient acteur du théâtre Pouchkine de Moscou, qu'il quitte en 1972, pour le Théâtre Maly. En 1972, on lui attribue le prix d'État de l'URSS, pour le rôle de Pavel Kortchaguine dans le spectacle Chant dramatique d'après le roman Et l'acier fut trempé de Nikolaï Ostrovski. Dans le même temps, il poursuit sa carrière au cinéma. En 1963, il apparait dans Je m'balade dans Moscou de Gueorgui Danielia, qui est devenu un symbole de l'époque. Loktev y incarne un jeune homme de Sibérie, Volodia Ermakov venu à Moscou à l'invitation d'un écrivain reconnu qui a lu son récit dans le journal Iounost. Ce film met également en vedettes les jeunes Nikita Mikhalkov et Evgueni Steblov. Tous les trois, comme on dit dans ces cas, se réveillent célèbre après la sortie du film. 
En 1980, Loktev s'installe à Léningrad où il est acteur du Théâtre académique Pouchkine (aujourd'hui Théâtre Alexandra). En 1989, il revient à Moscou et intègre la troupe du théâtre Glas fondé par les anciens étudiants de École supérieure d'art dramatique Mikhaïl Chtchepkine Nikita Astakhov et Tatiana Belevitch, qui se définit comme une institution prônant les valeurs de christianisme orthodoxe. Il touche à la mise en scène à partir des années 1990. En 1993, il consacre le spectacle Je serai de retour au célèbre chanteur Igor Talkov tué deux ans plus tôt au Palais des sports Ioubileïny de Saint-Pétersbourg. Il monte également les spectacles Je croie d'après les œuvres de Vassili Choukchine et Fiodor et Ania qui raconte la vie de Fiodor Dostoïevski. 
Décédé tragiquement dans un accident de voiture le 17 septembre 2006 à Blagovechtchensk où il s'était rendu à l'occasion du festival du film Amourskaïa ossen (Амурская осень), Alexeï Loktev est enterré au cimetière municipal Volkovo dans Mytichtchi, région de Moscou.

## Filmographie
- 1962 : La Mouette noire (Чёрная чайка, Tchiornaïa tchaïka) de Grigori Koltounov : Ramon le révolutionnaire
- 1963 : Je m'balade dans Moscou (Я шагаю по Москве, Ia chagayou po Moskve) de Gueorgui Danielia : Volodia
- 1965 : Première Neige (Первый снег, Pervyy sneg) de Boris Grigoriev : Kolia
- 1972 : À bâtons rompus (Petchki-lavotchki, Печки-лавочки) de Vassili Choukchine : enquêteur judiciaire

### À la télévision
- 1988 : La Vie de Klim Samguine (Жизнь Клима Самгина) de Viktor Titov : Grigory Popov (série télévisée en quatorze parties)